# 1029

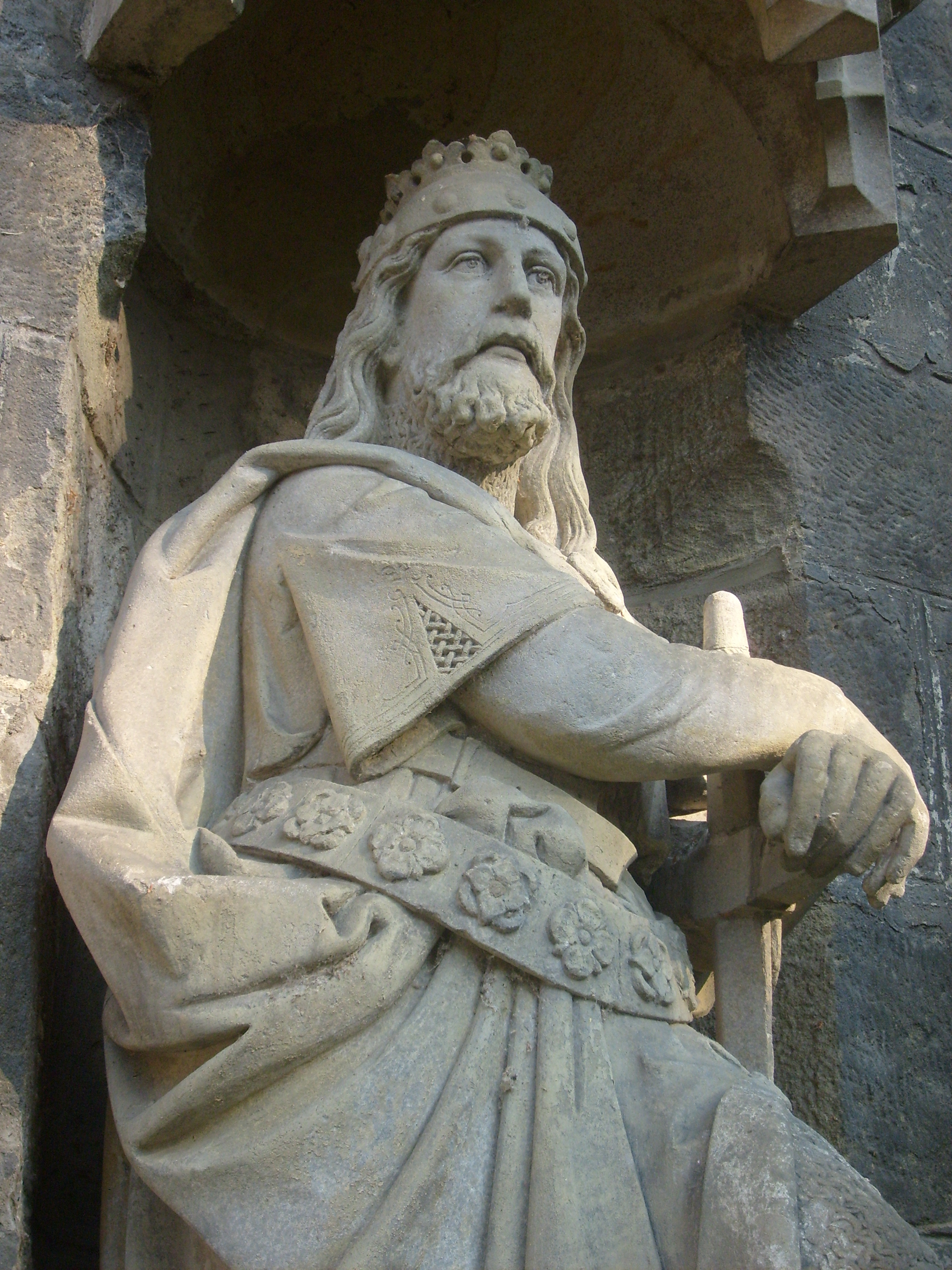
Hertog Břetislav I (ca. 1005 - 1055)

Het jaar 1029 is het 29e jaar in de 11e eeuw volgens de christelijke jaartelling.

## Gebeurtenissen

### Europa
- Hertog Sergius IV verleent aan Rainulf Drengot, een van de leiders van de Noormannen die hij als huurlingen in dienst heeft, een graafschap rond de stad Aversa als betaling. Begin van de verovering van Zuid-Italië door de Normandiërs (ook wel de Normandische Kruistocht genoemd). Rainulf wordt aangesteld als graaf en trouwt de zuster van Sergius.[1]
- 13 mei - Graaf García II wordt vermoord tijdens een bruiloft en wordt opgevolgd door zijn zwager, koning Sancho III. Hij erft het graafschap Castilië en verdeelt het rijk in Aragon, Castilië en Navarra.[2]
- Zomer - Hertog Břetislav I ("de Boheemse Achilles") ontvoert Judith van Schweinfurt (of Jitka) uit haar klooster en trouwt met haar (waarschijnlijke datum).

## Geboren
- Alp Arslan, heerser (sultan) van de Seltsjoeken (overleden 1072)
- Robrecht I ("de Fries"), graaf van Vlaanderen (overleden 1093)

## Overleden
- 13 mei - García II Sanchez (18), graaf van Castilië (r. 1017 - 1029)
- 29 mei - Herman van Verdun, graaf van Verdun (r. 1022 - 1029)
- Gerard I, gouwgraaf van Gulik (r. 1003 - 1029)
- Kushyar ibn Labban (58), Perzisch wiskundige